# 土地公

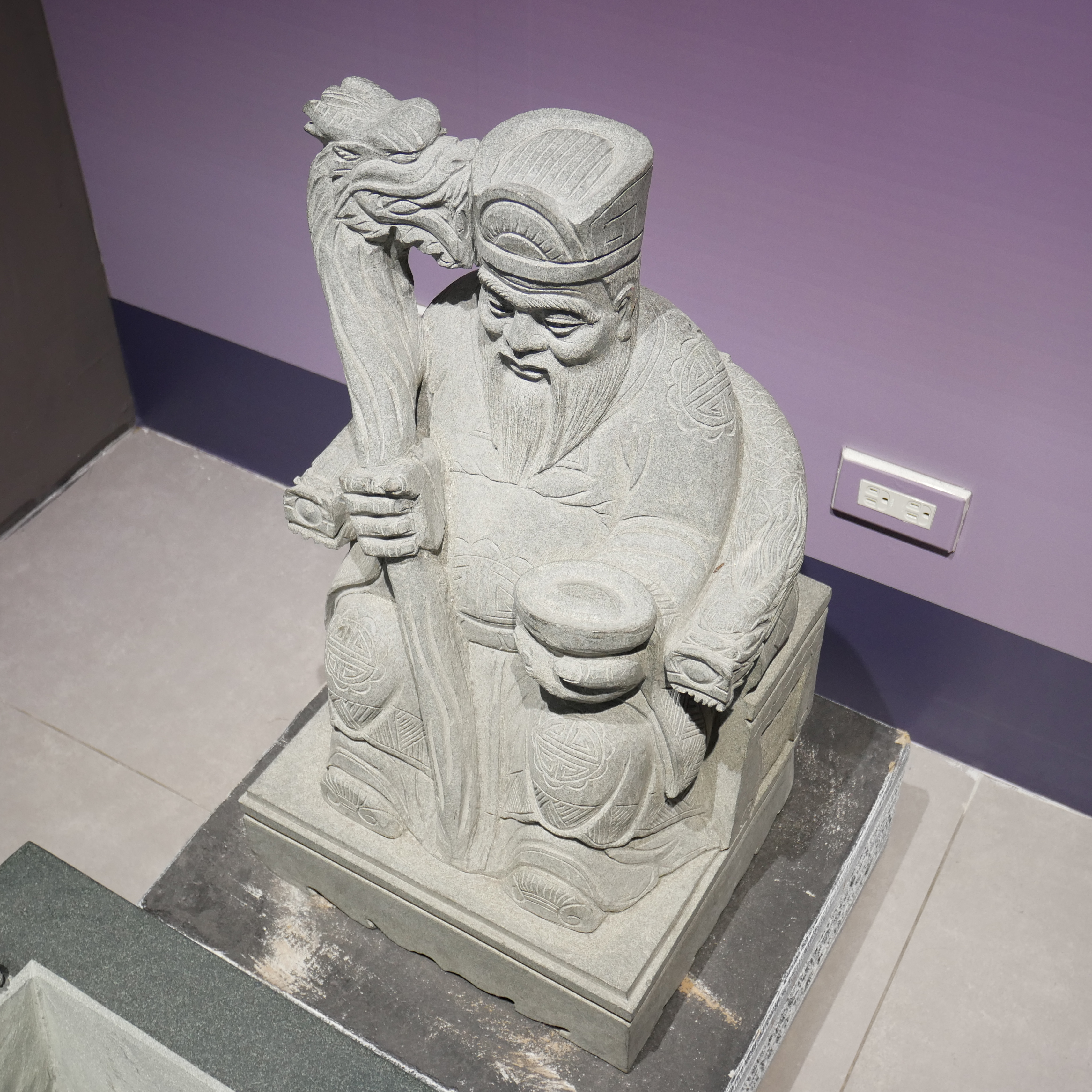
土地公塑像（桃園市土地公文化館藏）

土地公，會因為各地文化不同，而被稱為福德正神、福德老爺、福德爺公、土地公公、土地爺爺、土地公伯、土地伯、土地伯公、大伯公、土地神、土地爺、地主（子）公、后土、社神、社公、社君等，琉球人稱為土帝君。
土地神乃中國民間信仰普遍的神明之一，主要流行於漢族地區，部分受漢文化影響的民族也有信仰。土地神屬於民間信仰中的地方保護神，是具有福德的善鬼神；在中國大陸，中華民國時期及之前，凡有漢人群居住的地方就有供奉土地神的情景。在中國傳統文化中，祭祀土地神即祭祀大地，現代多屬於祈福、求財、保平安、保農業收成之意。土地神也是道教諸神中地位較低，也是與人民較親近的神祇。每月初二、十六的作牙日，是土地神的祭祀日。

## 歷史起源

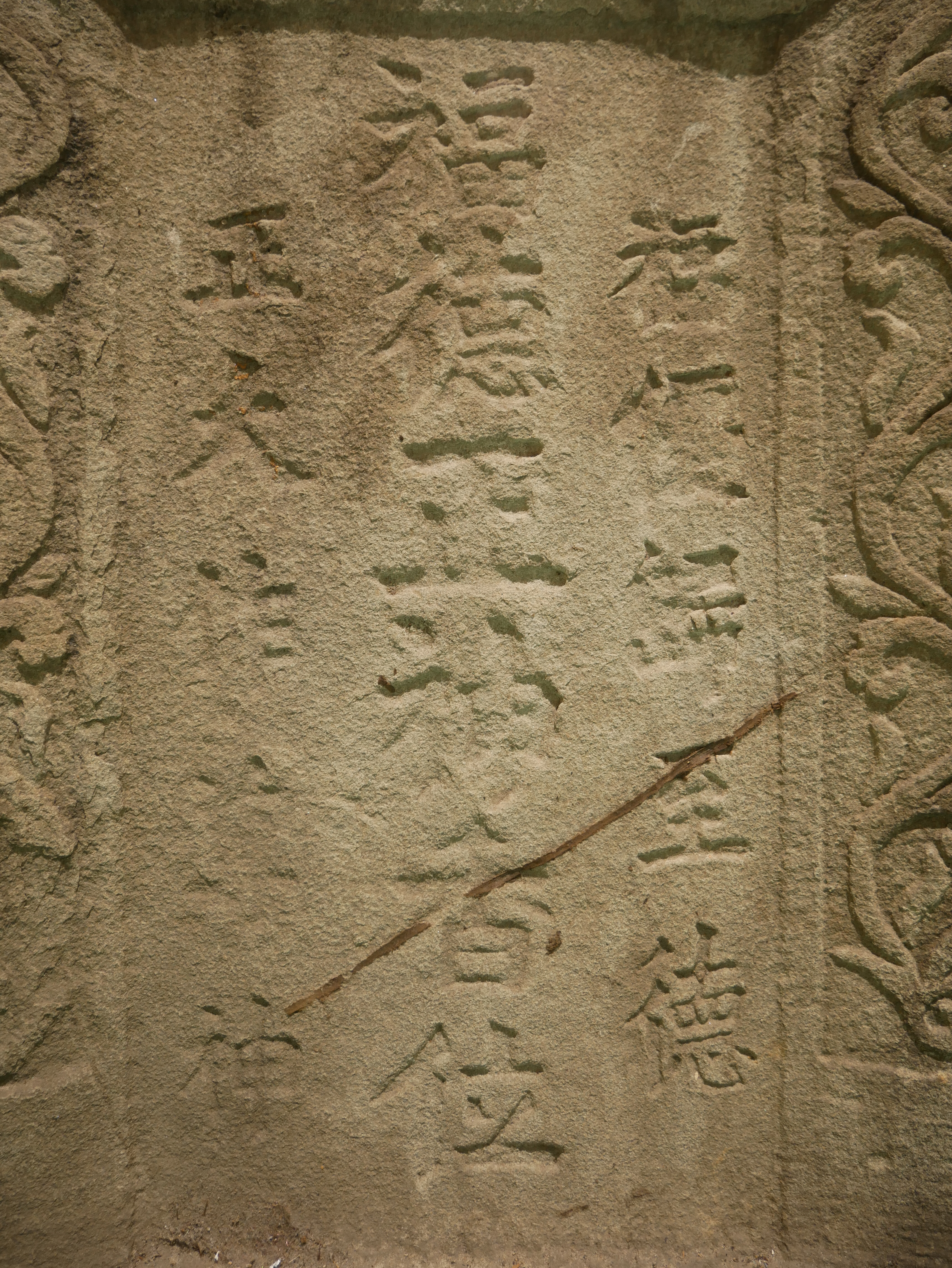
福德正神香位（臺灣臺北市國立臺灣博物館藏）

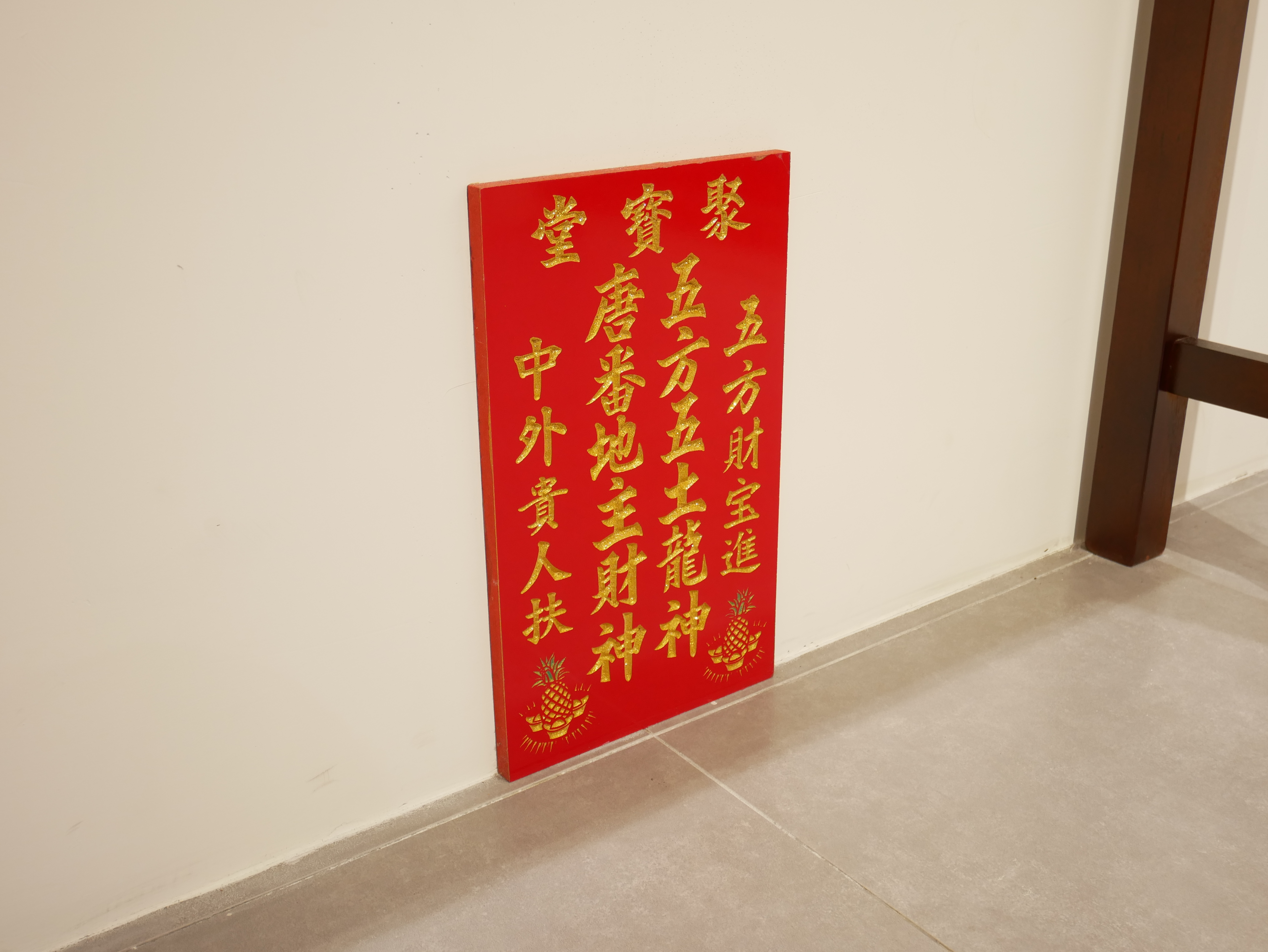
馬來西亞華人神桌下的地主公（桃園市土地公文化館藏）

「土」在上古時代與「天」被古人視作為神。象形文字描繪出古人所需要表達的事物，「土」字的由來或源自於古人膜拜的圖騰柱。經過社會的發展和歷史的演變，古人在「土」字邊加上了「礻」字旁，以「社」代表古人膜拜的神，後演變而成社神。
中國自古就有對土地神的崇拜。《孝經》：「社者，土地之王。土地廣博不可遍敬，故封土以為社而祀之，以報功也。」《春秋公羊解詁》云：「社神者，土地之主也」；《通俗篇》則載：「今凡社神，俱呼土地。」《左傳．昭公二十九年》云：「社稷之神為上公。」杜預解曰：「用幣於社，謂請教於上公。」《後漢書．方術傳》亦有社公之名。後世遂稱之為土地公。《春秋左氏傳》載，炎帝十一世孫句龍，因為平定九州有功，官居后土之職，並封為上公，他死後祀之為「社」，而成為土地公。所謂土地神就是社神，其起源是來是對大地的敬畏與感恩；《說文解字》曰：「社，地主也。」顧名思義，社就是土地的主人，社稷就是對大地的祭祀，又有后土之說；《禮記》：「后土，社神也」；《史記·封禪書》：「湯以伐夏，祭告后土」，後漸由自然崇拜轉化為人格神；禮記祭法：「共工氏之霸九州也，其子曰后土，能平九州，故祀以為社。」，此似為社神人格化之始。而祭拜土地神的日子稱為社日，可分春社和秋社。

## 神格職能

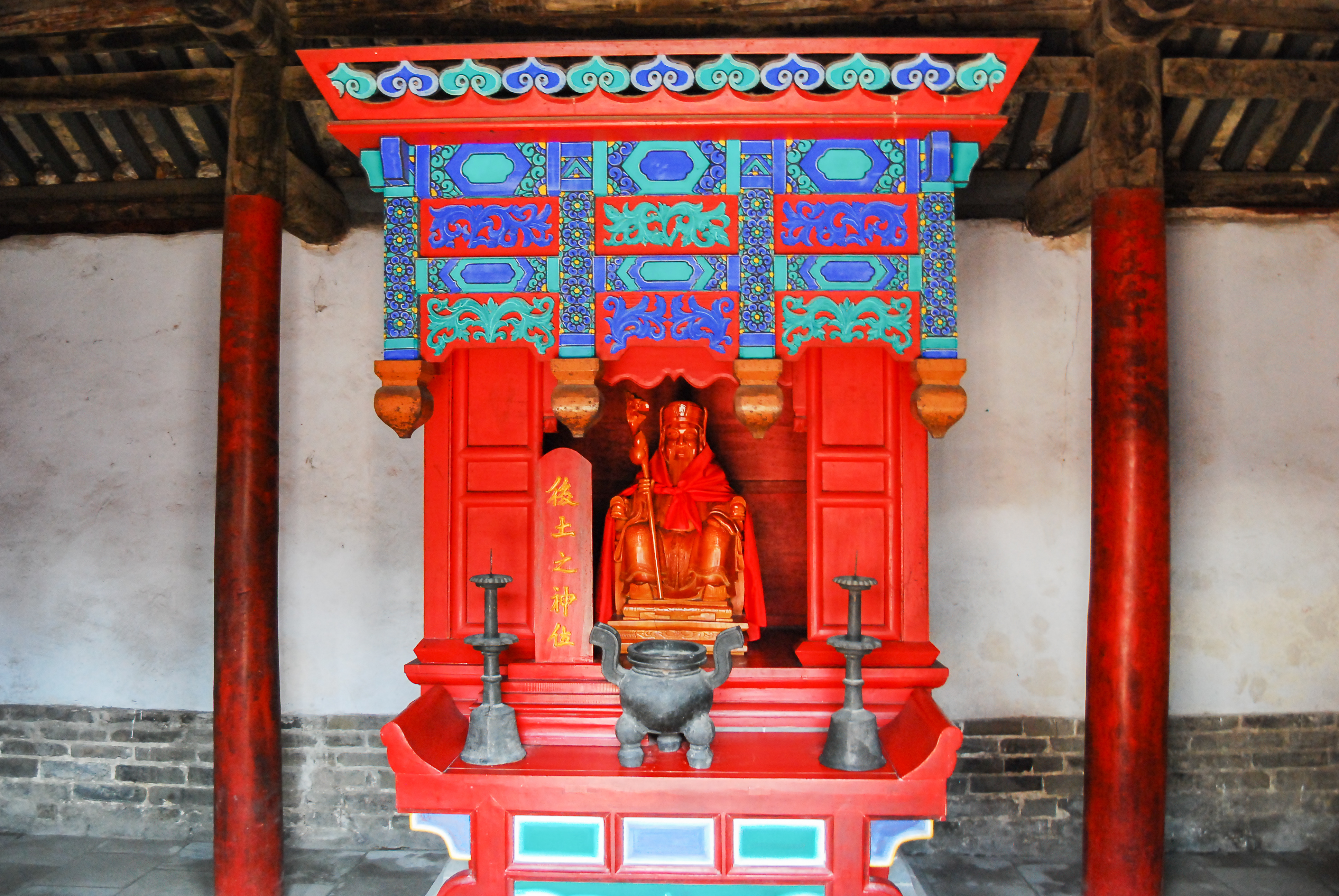
曲阜孔府奉祀的后土神

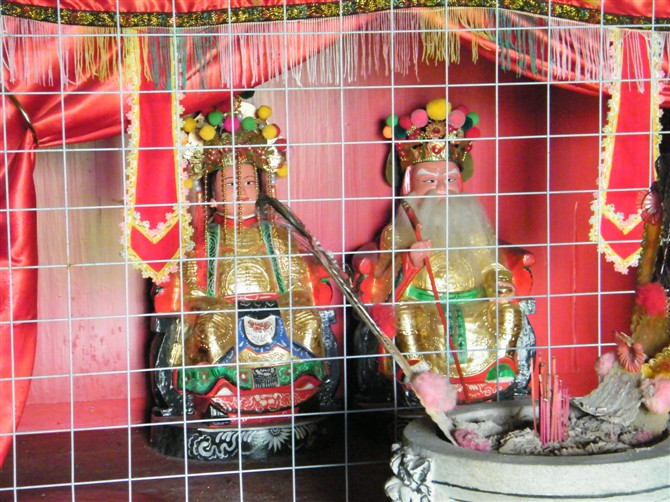
汕头达濠下尾福德古庙
福德老爷、福德老爷夫人像

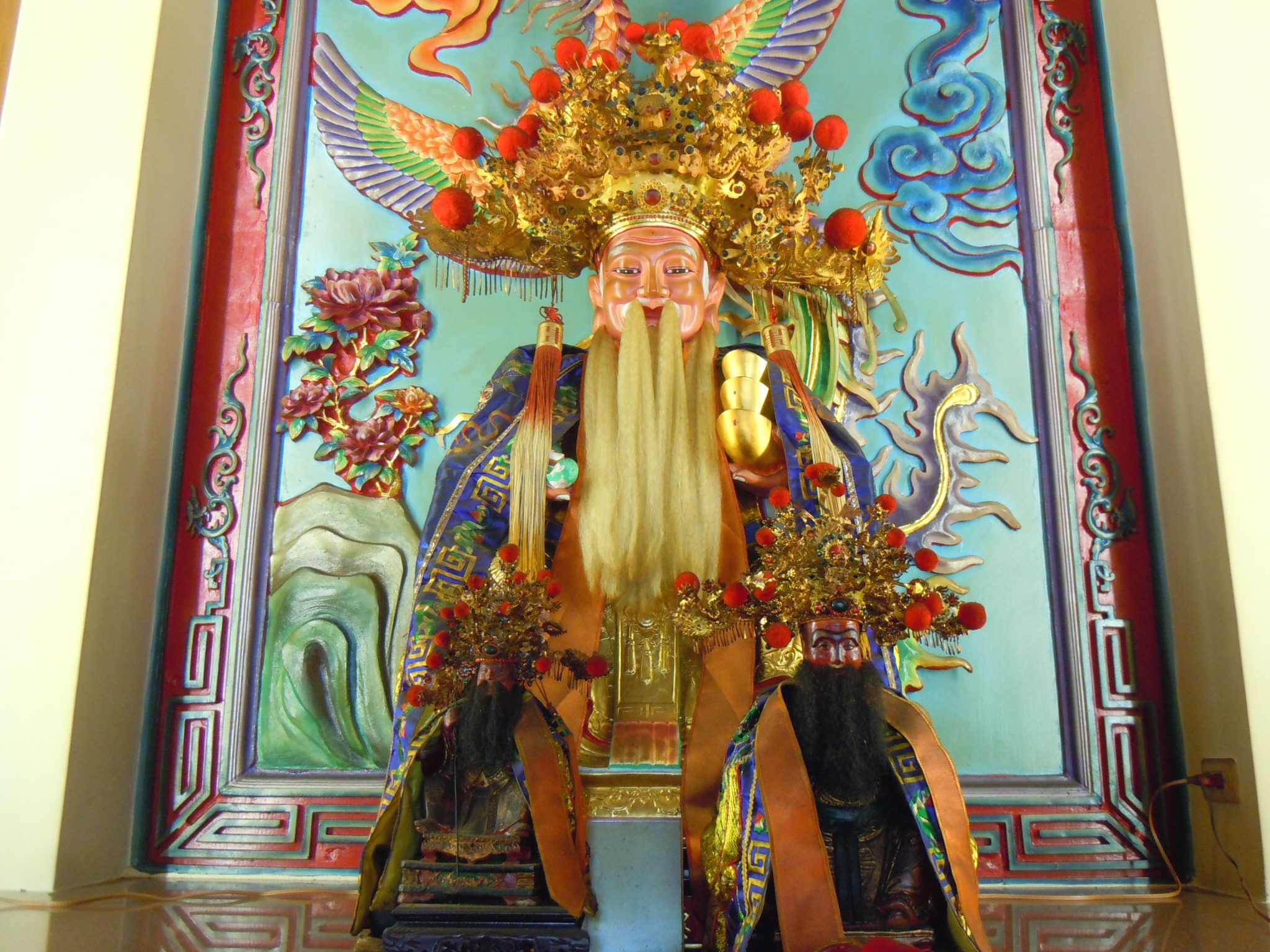
臺中市北屯區水景福隆宮配祀的福德正神

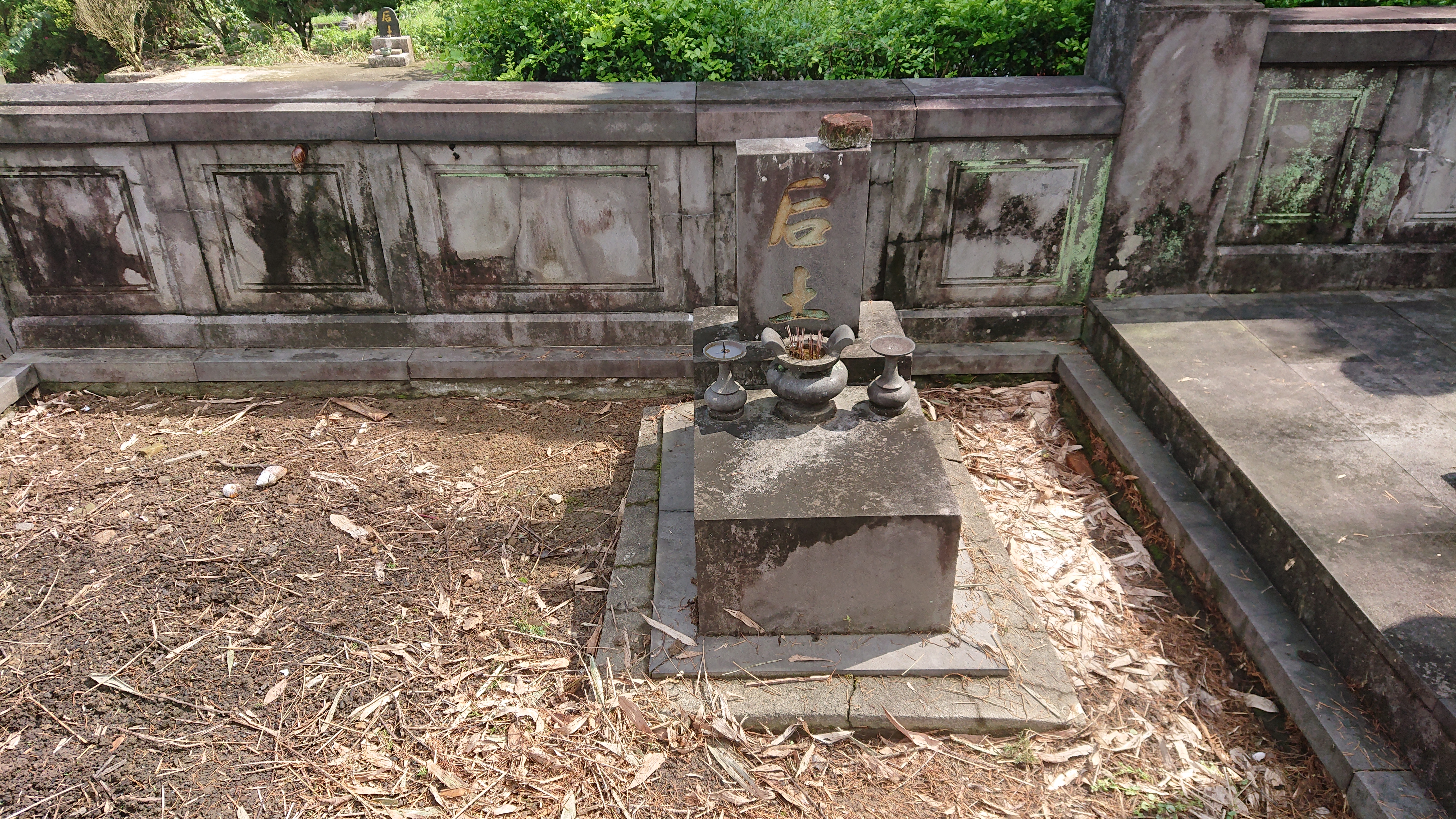
新北市三峽區李梅樹墓園的后土石碑

一般來說土地神是基層的神明，專家學者認為土地公為地方行政神，保護鄉里安寧平靜。也有學者認為其屬於城隍之下，掌管鄉里死者的戶籍，是地府的行政神。
閩南人也認為，土地神可以保佑農業收成，也可以保佑生意人經商順利，旅客旅途平安，甚至還保護墳墓，不受邪魔的侵擾。土地神是功能性極強的神明。一般說法，土地神為地方之守護神祇，為鄉里之神，也有財神的性質。
有些地方認為，如果百里侯願意為土地公加官晉爵，加冕授階，戴上官帽後的福德正神，晉升到相當於（縣）城隍爺的位階。2011年5月，花蓮縣吉安鄉慶豐村的土地公，由時任花蓮縣長傅崐萁將其晉升為城隍爺。
在台灣，墓前守墓的土地公稱為「后土」，會管理墳墓、庇祐亡者。一般在墳墓前方立有「后土」碑，掃墓時先祭拜「后土」，才祭拜祖先，燒紙錢的順序也是先「后土」、後祖先。

## 祭祀

### 信徒
最主要為農人，凡農家無不崇祀。
商家都有作牙習俗上舊曆每月的初二、十六，祭拜「本地財神」（通常當地財神即為土地公），稱之「作牙」，又稱「牙祭」、「做禡」。
掃墓者都崇敬土地神，民間認為土地神乃墓園之守護，故掃墓前需先祭拜土地神，答謝其看守墳墓之辛勞。

### 造像

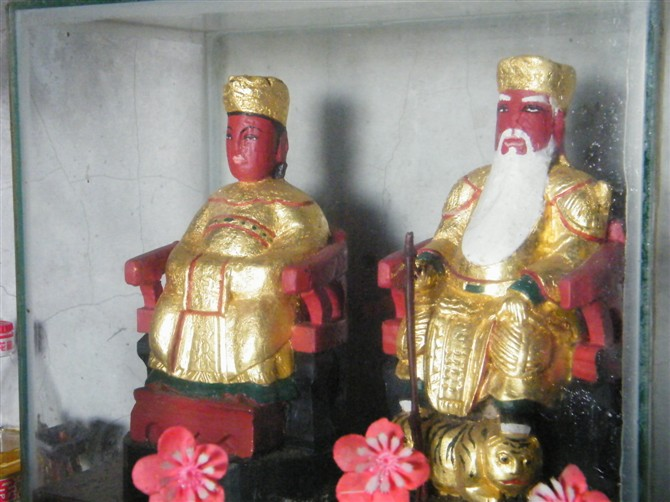
廣東汕頭達濠東湖岭東山土地廟
伯公、伯姆像

在廣東、香港、澳門、閩南、臺灣、琉球等地區，有的土地神旁伴有土地神的夫人，稱為土地婆、伯婆、伯姆等。
而土地神的造像有塚（塚土型伯公見於六堆），石，樹，祠，偶等類型。一般都是以長者形象出現，但服飾則有所不同，市區、鬧區的土地神像多為富人樣貌，甚至手持玉如意、金元寶、銀錠。田野地區的土地神像一般多持柺杖。山區的土地神像，則有騎馬、騎虎甚至騎龍、麒麟的。有些地區會將土地神像以文官樣貌呈現，以崇高其神格。
因土地神也兼具財神的神格，持有物品主要是，左手拿金元寶或銀錠、右手拿拐杖或如意為主。官帽則是丞相帽或員外帽為主，有少數地區則是狀元帽，例如彰化縣花壇鄉白沙坑文徳宮有戴狀元帽的土地公，據說是紀念當地的名士曾維楨。
臺灣傳說「土地神轄山中虎」，而土地神坐騎也常被認為是虎，也有傳說虎神能守護廟境。故許多土地廟會在土地神的供桌下供奉一座虎的雕像，謂之「虎爺」、「虎爺公」、「虎將軍」。

### 廟宇

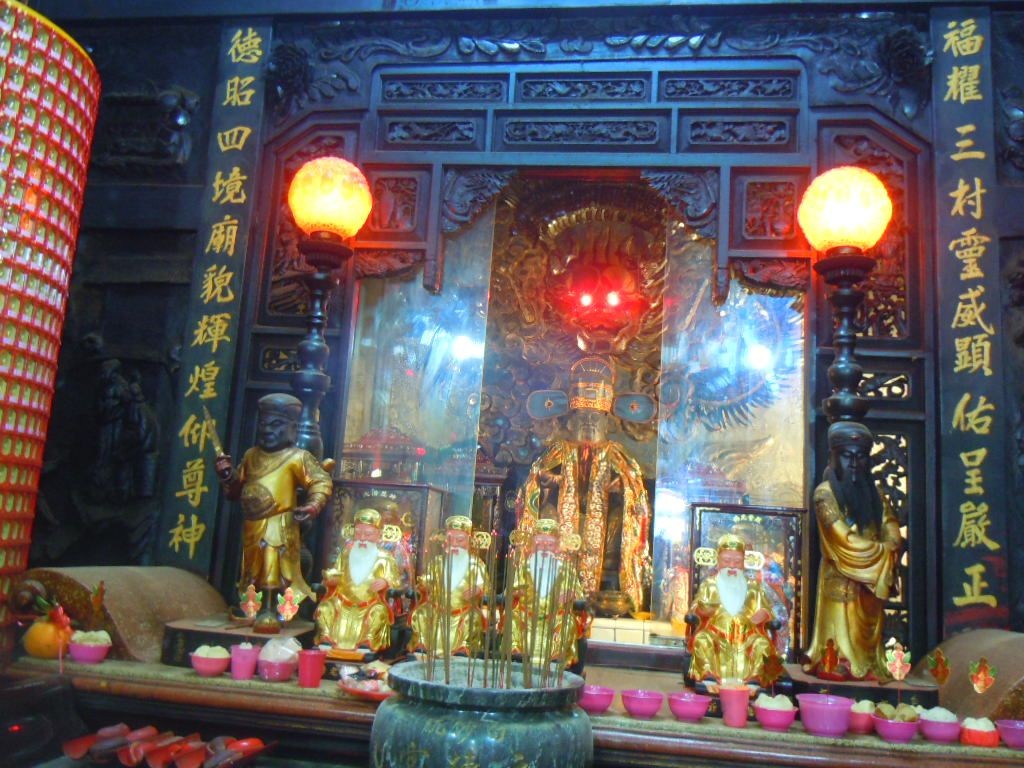
彰化縣白沙坑福德老爺

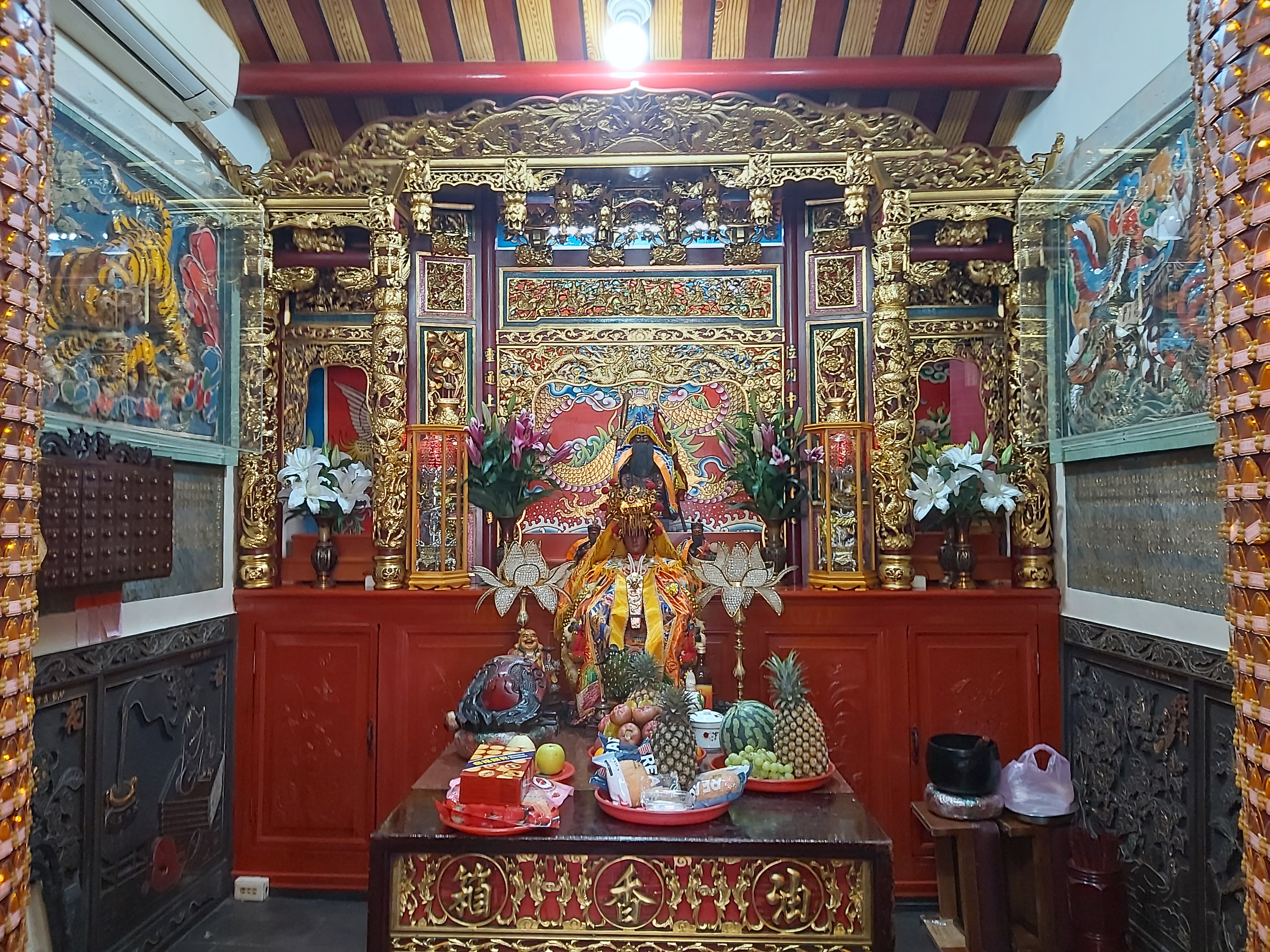
福景宮為臺北市大安區主祀福德正神的傳統廟宇

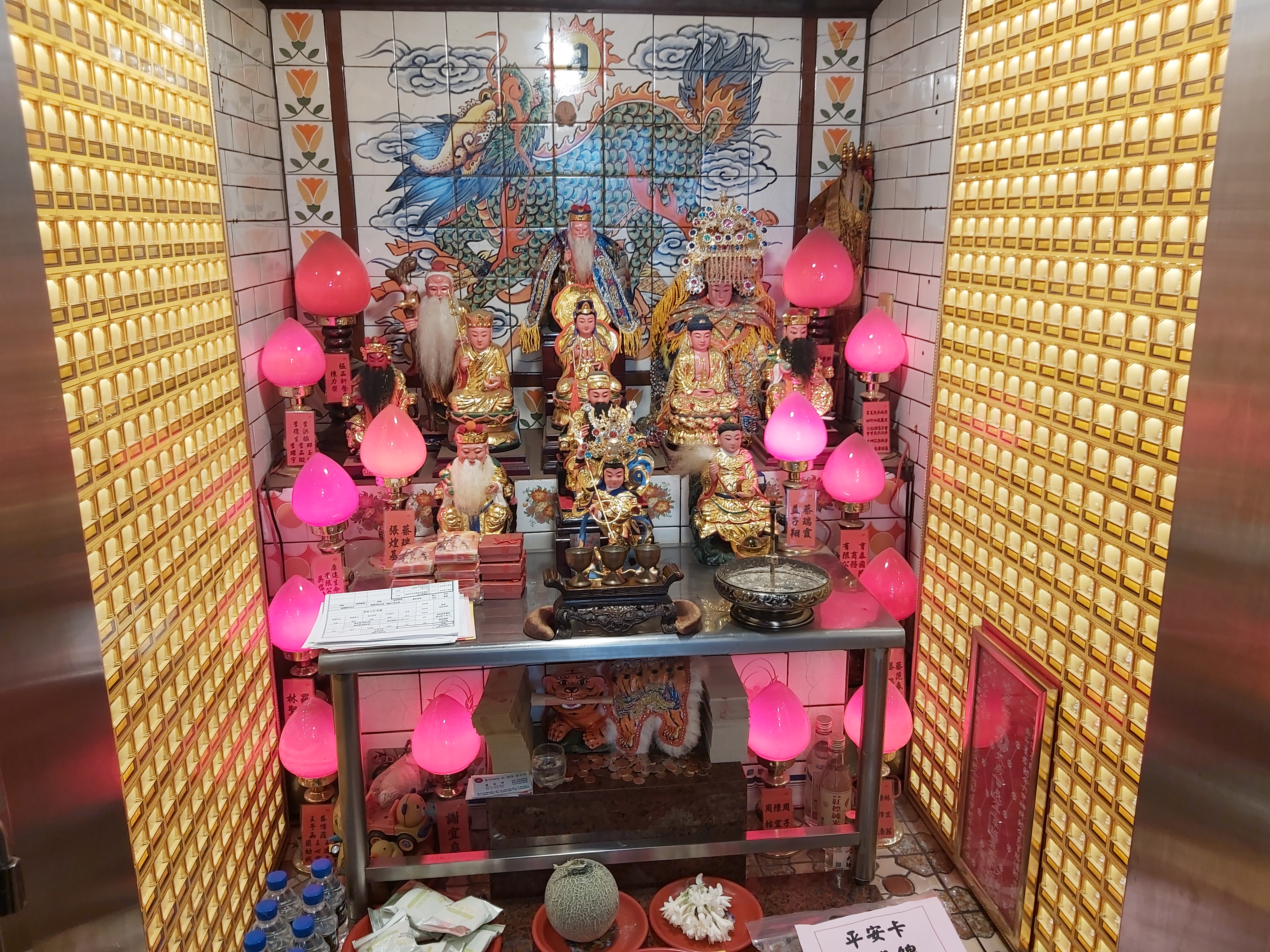
二二八公園福德宮為臺北市新公園內主祀福德正神的廟宇

土地廟，又稱福德廟、伯公廟，為民間供奉「土地神」的地方（廟宇），多於民間自發建立的小型建築，屬於分佈最廣的祭祀的建築，鄉村各地均有分佈。
土地廟因神格不高，且為基層信仰，多半造型簡單，也有簡單以水泥或磚塊砌成小廟，甚至有工廠開模具，以水泥灌製大量生產，也有土地廟因香火鼎盛，逐漸中大型化者。
農家若無土地公廟，有兩種祭拜土地神的方式，於樹下或路旁，以兩塊石頭為壁，一塊為頂，將三塊石頭疊成「磊」狀，則為土地公的象徵，燒香禮拜。或者把一疊金紙綁在竹竿上，豎立在田頭或田尾處，俗稱「土地公拐」，將其權充土地公的神位祭拜，以祈求五穀豐收。

### 祭典日期
土地公的祭祀日，古代為社日，並有春、秋兩度大祭典，則演變成今日的土地神生日、成道日。
《臺灣縣志》：「二月二日，家家具牲禮，為土地慶壽。」《臺北縣志·民俗志》：「二月初二，土地公生；是日至各地土地公祠燒香者眾，又有祀虎爺者，即土地公之坐騎。商人則作頭牙，其夜邀請顧客、親友等設宴待之」。
《諸羅縣志‧卷之八》：「二月二日，街衢社里斂錢演戲，賽當境土神；蓋仿古『春祈』之意。」《諸羅縣志‧卷之八》：「中秋祀當境土神，與二月二日同，仿『秋報』也。四境歌吹相聞，謂之『社戲』。會飲賞月，製大餅以象之；士子硃書『元』字，用骰子擲四紅奪餅，預取『秋闈奪魁』之兆。」，故所謂春祈秋報即與上述兩日相同，現今之祭儀應為舊有社祭習俗之變。
有些地區則認為相反，如《福德正神真經》記載農曆二月初二是「土地公得道日」，「為土地公加昇，封為福德正神之日」，而八月十五日則為土地公神壽誕，不過民間多以二月初二為其壽誕，但同樣在春、秋二季舉行盛大祭典，稱「春祈秋報」。
虔誠的信眾每個月會設置供品祭拜土地神兩次，稱之作牙，即農曆二月至十二月的初二與十六日，而非一般神明的朔望（初一、十五），但也有很少數地方是初一、十五祭拜土地公。祭土地神最重要的日期有頭牙、中秋、尾牙等。還有最後可在前一晚舉行還願祭典，當日則準備牲禮、水果、祭品、紙錢到土地廟祭拜。

## 文学作品

### 《西游记》
《西遊記》中，唐僧師徒行至一處，或者受阻，往往由孫悟空召喚土地公前來詢問當地的狀況，使得師徒能順利前進。

### 《土地宝卷》
全称《先天原始土地寶卷》,总共二卷二十四品。为明清間所刊的梵篋本。是一部以土地公为主角的作品，其内容故事受《西游记》影响，里面剧情和孙悟空大闹天宫的剧情类似，不过后来被如来降服的是土地。本作主要描写土地公和玉皇大帝斗法，并用龙头拐杖大闹天宫的故事。它故事深受《西游记》的影响，里面以土地公体现“老顽童”的幽默和顽皮形象。类似的宗教和神话故事的宝卷本身不少，以改编民间故事和俗文学故事的宝卷，本身反映当时的时事新闻，表达了人民自身的苦难和与反抗恶霸官府斗争。

## 人格化形象

### 張福德
有關土地公為張福德的傳說，歷來有二：
其一為福德正神姓張名福德，字濂輝，生於周武王二年（公元前1134年）二月初二，七歲時通曉古文、自幼聰穎孝順且為人忠厚，於周成王二十四年（公元前1098年）36歲時榮任朝廷統稅官，為官期間清廉正直、勤政愛民，因體恤民間貧困而有不少善舉。至周穆王三年（公元前1032年）時別世，享嵩壽102歲。張福德辭世後改由奸惡貪官魏超接任朝廷統稅官，其人擅弄威權且橫行霸道，致使百姓經常感念已故之張福德與其恩德，時有一貧戶以簡陋安其位，用大石四塊一塊為頂、三塊為牆圍築成石塝奉祀其塑像，取其名諱福德加上正神每日朝夕祭拜，而後一人用一個破缸安於地上以其名諱膜拜。不久，這戶人家由貧轉富，五穀豐收、六畜興旺、人馬平安，眾人相信是張福德顯靈神恩保佑，因此籌資興建「福德堂」、將其畫像塑造為金身供人膜拜。朝廷獲悉福德正神靈驗，遂由周穆王下旨賜號為「土地公」，並頒賜對聯曰：「福而有德千家敬，正則為神萬世尊」、「安仁自安宅，有土必有神」，土地公信仰從而普及全國。
其二指稱張福德為周朝一位上大夫的家僕，或名「張明德」。其主人在遠地為官，獨留幼女在家中，有一日上大夫要見女兒，這位家僕便帶女尋父途中遭遇大風雪，為保護主人之幼女，遂脫衣包覆幼女使其不受寒凍，卻因此自己凍死於途中。張福德臨終時空中出現了「南天門大仙福德正神」九字蓋以忠僕之封號，而上大夫感念其忠誠，故建廟奉祀。周武王感動之餘贈其號「后土」，後世稱為「土地公」。又說：「似此之心可謂大夫也」，故土地公形象有戴宰相帽者。

### 其他形象

#### 社神
| 社神           | 朝代 | 神号               | 地域     | 身份                 | 事迹           | 记载文献          |
| -------------- | ---- | ------------------ | -------- | -------------------- | -------------- | ----------------- |
| 栾布           | 西汉 | 栾公社             | 燕、齐   | 为燕相、至将军、鄃侯 | 有德行         | 《汉书·栾布传》   |
| 石庆           | 西汉 |                    | 燕、齐   | 相国                 |                | 《汉书·叙传》     |
| 宋登           | 东汉 | 配社祠之           | 汝阴人   | 颖川太守             | 有学问、明政令 | 《后汉书·宋登传》 |
| 甄子然、临孝存 | 东汉 | 配食县社           | 朱虚县   |                      | 知名、早卒     | 《后汉书·孔融传》 |
| 陆云           | 晋朝 | 图画形象，配食县社 |          | 浚仪令               | 为政清明       | 《晋书·陆云传》   |
| 崔郾           | 唐朝 | 德星社             |          |                      | 有德于乡       | 《新唐书·崔郾传》 |
| 史伦           | 金末 | 清乐社             | 河朔诸君 | 都元帅               |                | 《元史·史天倪传》 |

#### 土地神
| 土地神         | 年代（作为神） | 神号                | 地域           | 身份       | 事迹           | 记载文献              | 其他           |
| -------------- | -------------- | ------------------- | -------------- | ---------- | -------------- | --------------------- | -------------- |
| 蒋子文         | 东吴           | 中都侯              | 钟山           | 汉末秣陵   | 能为灾厉       | 《搜神记》卷5         | 立庙           |
| 吴超           | 宋朝           | 土地神              | 昆山           | 大将       | 性戅直         | 《夷坚志》支乙卷1     |                |
| 韦皋           | 唐朝           | 土地                | 四川           | 节度使     | 服南诏、征吐蕃 | 《通鉴》卷236         | 画像           |
| 韩愈           | 清朝           | 土地祠神            | 北京           |            | 文学           | 《池北偶谈》卷2       | 吏、礼、翰林院 |
| 杨文昌         | 宋朝           | 土地                | 四川           | 以造扇为业 | 朴直安分       | 《夷坚志》支癸卷4     |                |
| 岳飞           | 宋朝           | 正显昭德孚英济侯    | 杭州           | 将领       | 抗金名将       | 《宋史·徐应镳传》     | 太学土地神     |
| 严嵩           | 明朝           | 土地神              |                |            |                | 《香祖笔记》卷12      |                |
| 苏轼           | 清朝           | 土地神              | 杭州府         |            | 文学           | 《蕉廊脞录》卷3       |                |
| 陈子昂         | 五代           |                     | 蜀地射洪       |            | 护蜀献王       | 《益部谈资》卷中      |                |
| 端木賜         | 明朝           | 土地神              | 温州文庙       |            | 文学、货殖     | 《浪迹续谈》卷5       | 木像           |
| 李允升         | 宋朝           | 土地                | 荆阳坊         | 县官       |                | 《睽车志》卷5         |                |
| 小儿神         | 宋朝           | 属国侯              | 临安           |            |                | 《咸淳临安志》卷88    |                |
| 沈约           | 宋朝           | 土地神              | 湖州乌镇普静寺 |            |                | 《夷坚志》支乙卷10    |                |
| 昭明太子       | 宋朝           | 土地神              | 密印寺         |            |                | 《夷坚志》支乙卷10    |                |
| 杜拾遗、伍子胥 | 元朝           | 土地神              | 温州           |            |                | 《席上腐谈》卷上      |                |
| 萧王           | 明朝           | 鄼侯                | 广西、岭北     |            |                | 《水东日记》卷6       | 土地祠         |
| 陆姓女子       | 清朝           | 土地神              | 唐西镇         |            |                | 《右台仙馆笔记》卷5   |                |
| 萧何、曹参     | 清朝           | 土地神              | 县治           |            |                | 《铸鼎余闻》卷3       |                |
| 薛稷、鲜于侁   | 清朝           | 土地神              | 黟县县治       |            |                | 《铸鼎余闻》卷3       |                |
| 张旭           | 清朝           | 土地神              | 常熟县         |            |                | 《铸鼎余闻》卷3       |                |
| 李百行         | 清朝           | 土地神              | 浔州           | 御史       |                | 《东南纪闻》卷3       |                |
| 祢衡           | 清朝           | 土地神              | 杭州           |            |                | 《茶香室丛钞》卷15    |                |
| 禹、尧         | 清朝           | 大禹皇帝、尧皇 土地 | 清波门城西     |            |                | 《茶香室丛钞》卷19    | 土谷祠         |
| 西施           | 清朝           | 苧罗村土地 先施娘娘 | 萧山           |            |                | 《两般秋雨庵随笔》卷8 | 土地神         |
| 攀花五郎       | 清朝           | 土地神              | 杭州           |            |                | 《清波小志》          | 土地祠         |